# Courrier CERN
 (juin 2025).
Il peut être nécessaire de l'améliorer pour respecter le principe de neutralité de point de vue. Veuillez consulter la page de discussion pour plus de détails.

Le Courrier CERN est une revue professionnelle paraissant tous les deux mois, consacrée aux dernières avancées dans le domaine de la physique des particules et des sciences connexes à travers le monde. Fondée en 1959, elle joue un rôle clé dans la diffusion d’informations scientifiques auprès de la communauté spécialisée.
Entre octobre 1998 et décembre 2024, la revue a été éditée par IOP Publishing pour le compte du CERN. Depuis janvier 2025, le CERN a repris la responsabilité de sa publication. Jusqu’en 2005 (volume 45, numéro 5), le magazine était disponible en versions française et anglaise. L’édition anglaise porte le titre CERN Courier : International Journal of High Energy Physics. Actuellement, la revue est bilingue : les articles sont rédigés soit en anglais soit en français, accompagnés d’un résumé dans l’autre langue, avec une majorité de contenu en anglais.
La distribution du Courrier CERN s’effectue principalement auprès des gouvernements des États membres, des instituts et laboratoires associés au CERN, ainsi qu’à leurs collaborateurs. Depuis 2019, sa fréquence de parution est bimestrielle ; auparavant, il y avait entre 10 et 12 numéros par an. Il est précisé que les opinions exprimées dans ses pages ne reflètent pas nécessairement celles de l’administration du CERN.

## De ses débuts modestes à une large audience
Le premier numéro fut lancé par Roger Anthoine avec un tirage initial de 1 000 exemplaires. En un peu plus d’un an, ce chiffre avait triplé. En 2015, environ 21 000 copies étaient imprimées dix fois par an, en complément d’une large audience en ligne.
Avec la création du CERN Bulletin en 1965, le Courrier CERN a progressivement évolué : de publication interne, il s’est transformé en revue scientifique reconnue. En 1974, il adopte officiellement le sous-titre International Journal of High-Energy Physics, confirmant son statut de référence internationale. Le magazine sert alors de pont entre le CERN et la communauté scientifique mondiale, tout en s’adressant aussi à un public plus large curieux des découvertes en physique fondamentale.
En plus des actualités, le Courier CERN propose régulièrement des articles de fond sur des physiciens influents ou des rétrospectives sur des jalons majeurs de l’histoire de la physique des particules. On y trouve aussi des critiques d’ouvrages, des tribunes scientifiques, des hommages et des présentations de nouveaux produits technologiques.

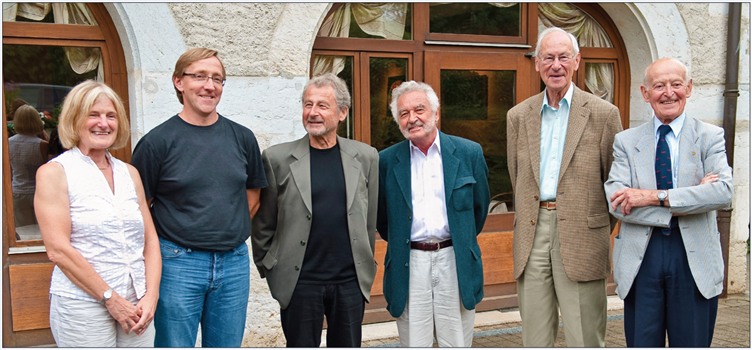
Pour célébrer les 50 ans de la première parution du CERN Courier, une petite réunion a eu lieu le 2 septembre 2009. Ce jour-là, les six rédacteurs principaux qui se sont succédé à la tête du magazine se sont retrouvés pour la première fois. Après un déjeuner convivial, ils se sont réunis dans la bibliothèque du CERN pour échanger autour de leur expérience à la direction de la revue. De droite à gauche : Roger Anthoine, Alec Hester, Brian Southworth, Gordon Fraser, James Gillies et Christine Sutton.

## Continuité éditoriale et évolution
Depuis sa création, la revue a été publiée de façon continue, à l’exception d’une interruption entre avril 1960 et janvier 1962 en raison de circonstances imprévues. Voici la liste des personnes ayant assuré sa rédaction en chef : 
- Roger Anthoine (1959–1961)[4]
- Alec Hester (1962–1965)[5],[6],[7]
- Brian Southworth (1966–1985)[6],[8]
  - Together with Gordon Fraser (from 1977, volume 17, no. 4), Henri-Luc Felder (French edition from 1973, volume 13, no. 4)
- Gordon Fraser (1986–2001)[9],[10]
  - Together with Brian Southworth (until 1990, volume 30, no. 4) and Henri-Luc Felder (French edition until 1992, volume 32, no. 8)
- James Gillies (2002–2003)[10],[11]
  - The first issue in 2003 was co-edited with Christine Sutton
- Christine Sutton (2003–2015)[11]
  - Christine Sutton handed over to the next editor as of no. 9, 2015 [12]
- Antonella Del Rosso (2015–2016)[13]
  - Antonella Del Rosso was editor from no.9 2015 to no. 5 2016[14]
- Matthew Donald Chalmers (2016–2024)[14]
  - Matthew Chalmers was editor from no. 6 2016 to no. 3 2024.
- Mark Rayner (2024– )[15]
  - Mark Rayner est l'editeur since depuis le quatrième fascicule de 2024

## References
1. ↑  CERN Rapport annuel 1959, CERN, 1960 (lire en ligne), p. 23
2. ↑  CERN Courier Volume 45, Number 6, July-August 2005, 2005 (lire en ligne), p. 5
3. ↑  (en) « CERN Bulletin Issues - CERN Document Server », sur cds.cern.ch (consulté le 27 juin 2025)
4. 1 2  Christine Sutton, « Roger Anthoine: A man of many parts - celebrating the 90th birthday of CERN Courier's first editor », CERN Courier, vol. 44, no 3,‎ 2015, p. 41 (lire en ligne)
5. ↑  Un message du Directeur général, 1962 (lire en ligne)
6. 1 2  Genève, la Science et ses Hommes, 1965 (lire en ligne)
7. ↑  Courrier CERN Volume 33, N° 2, Mars 1993, 1993 (lire en ligne)
8. ↑  Courrier CERN Volume 25, N° 10, Décembre 1985, 1985 (lire en ligne)
9. ↑  Courrier CERN Volume 26, N° 1, Janvier-Février 1986, 1986 (lire en ligne)
10. 1 2  Une revue qui contribue à l'histoire de la physique, 2002 (lire en ligne)
11. 1 2  Courrier CERN Volume 43, N° 1, Janvier-Février 2003, 2003 (lire en ligne)
12. ↑  « Maintaining an ideal », CERN Courier, vol. 55, no 9,‎ 2015, p. 5 (lire en ligne)
13. ↑  « Editorial information », CERN Courier, vol. 55, no 9,‎ 2015, p. 3 (lire en ligne)
14. 1 2  « Short but intense... », CERN Courier, vol. 56, no 5,‎ 2016, p. 7 (lire en ligne)
15. ↑  « About CERN Courier – CERN Courier » [archive du 1er juillet 2024], 1er juillet 2024 (consulté le 4 juillet 2024)